# L'Homme de l'année (bande dessinée)
Pour les articles homonymes, voir L'Homme de l'année.
L’Homme de l’année est une série de bande dessinée française, débutée en janvier 2013 et éditée par Delcourt, dans la collection « Histoire & histoires ».

## Synopsis
Le thème de cette série est l'Histoire, au travers des inconnus, qui ont ou auraient pu exister. Ce projet conçu par Fred Blanchard cherche à couvrir différentes périodes historiques ; chacune abordée dans un album autour d'un personnage dont l'action va avoir des conséquences importances, mais dont le nom n'est pas connu du grand public aujourd'hui.

## Albums
- 1 1917 -  Le Soldat inconnu, 2013
Scénario : Jean-Pierre Pécau, Fred Blanchard et Fred Duval - Dessin et couleurs : Mr Fab
- 2 1431 - L’Homme qui trahit Jeanne d’Arc, 2013
Scénario : Éric Corbeyran - Dessin : Horne - Couleurs : Vincent Froissard
- 3 1815 - L’Homme qui hurla « Merde ! » à Waterloo, 2013
Scénario : Sébastien Latour - Dessin : Gin - Couleurs : Pierre Schelle
- 4 1967 - L’Homme qui tua Che Guevara, 2013
Scénario : Wilfrid Lupano - Dessin : Gaël Séjourné - Couleurs : Jean Verney
- 5 1871 - L’Un des héros de la Commune de Paris, 2014
Scénario : Jean-Pierre Pécau - Dessin : Benoît Dellac - Couleurs : Thorn
- 6 1492 - L’Homme grâce à qui on découvrit les Amériques, 2014
Scénario : Céka - Dessin et couleurs : Patrick Tandiang
- 7 1894 - L’Homme à l’origine de l’affaire Dreyfus, 2014
Scénario : Fred Duval - Dessin et couleurs : Florent Calvez
- 8 –44 - L’Homme qui voulut venger César, 2015
Scénario : Sébastien Latour - Dessin : Tommaso Bennato - Couleurs : Michele Nucera
- 9 1848 - L'Homme qui publia le Manifeste du Parti communiste, 2015
Scénario : Jean-Pierre Pécau - Dessin : Benoît Dellac - Couleurs : Morgann Tanco
- 10 1666 - L'Homme à l'origine du grand incendie de Londres, 2015
Scénario : Nicolas Moustey - Dessin : Fred Duval - Couleurs : Stevan Subic
- 11 1886 - La Muse qui inspira la statue de la Liberté, 2016
Scénario : Céka - Dessin : Filip Andronik, Senad Mavric - Couleurs : Thorn
- 12 1927 - Le Robot de Métropolis, 2017
Scénario : Jean-Pierre Pécau - Dessin : Filip Andronik, Senad Mavric - Couleurs : Jean-Paul Fernandez
- 13 1888 - Le Véritable Jack l'éventreur, 2018
Scénario : Céka - Dessin et couleurs : Benjamin Blasco-Martinez
- 14 09 - L'Homme qui vainquit les légions de Rome, 2018
Scénario : Jean-Pierre Pécau - Dessin et couleurs : Fafner
- 15 1440 - L'Homme qui arrêta Barbe Bleue, 2019
Scénario : Jean-Pierre Pécau - Dessin : Lajos Farkas - Couleurs : Jean-Paul Fernandez
- 16 1989 - L'Inconnu de la place Tiananmen, 2020
Scénario : Jean-Pierre Pécau - Dessin : Gin - Couleurs : Scarlett
- 17 1975 - Le Dernier Pilote américain de Saïgon, 2021
Scénario : Jean-Pierre Pécau - Dessin : Daniele Fabiani - Couleurs : Jean-Paul Fernandez

Les couvertures de l’ensemble de la série sont l’œuvre de Manchu jusqu'au sixième tome, puis de Manchu et Fred Blanchard du septième au onzième tome, de Nicolas Siner à partir du douzième tome, et à nouveau de Manchu à partir du tome 17.